# Maria Uszacka
Maria Uszacka, po mężu Godlewska (ur. 30 kwietnia 1932 w Chełmie, zm. 23 października 2017) – polska graficzka zajmująca się ilustracją wydawniczą.

## Życiorys

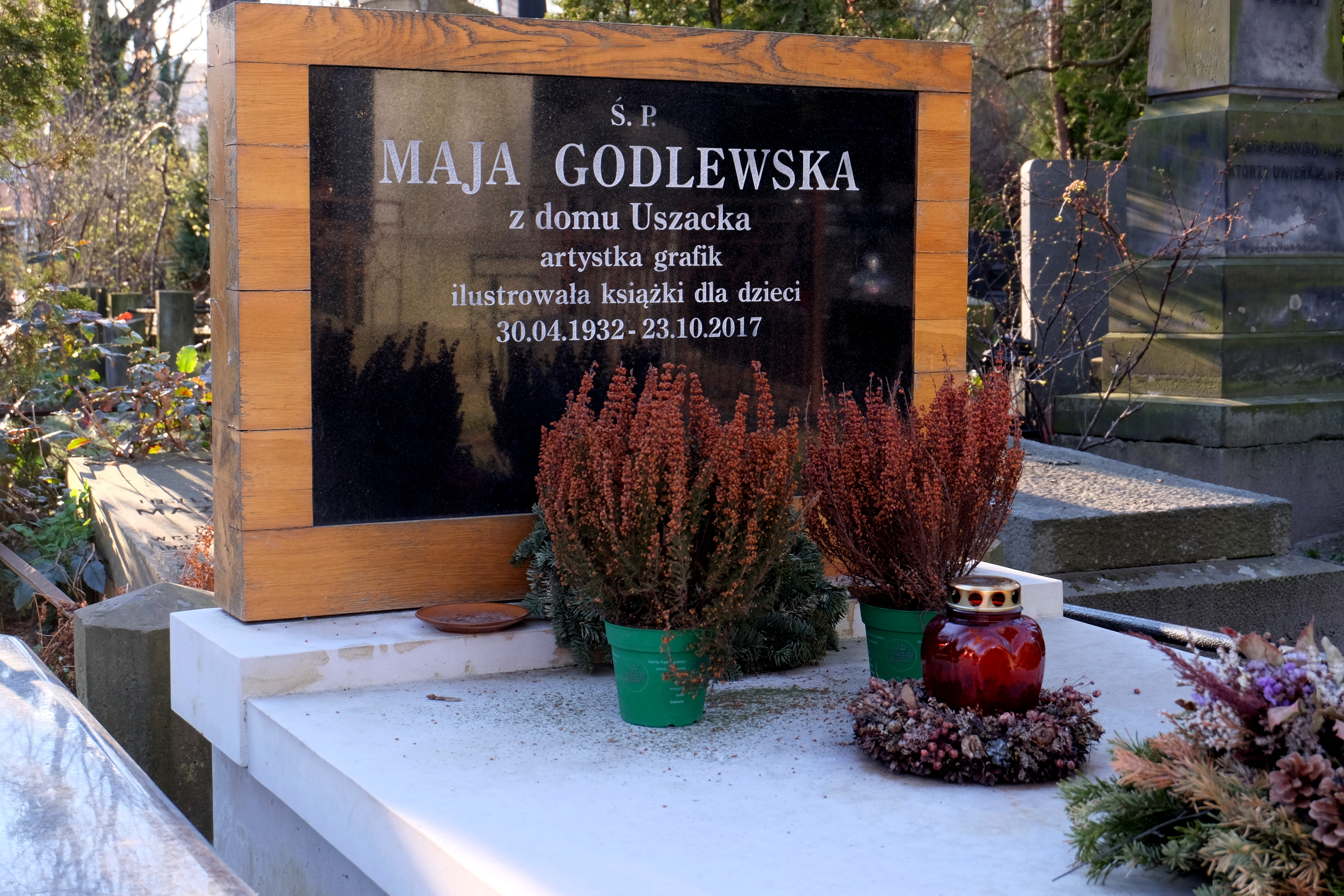
Grób Marii Uszackiej na cmentarzu ewangelicko-reformowanym przy ul. Żytniej w Warszawie

W 1957 ukończyła studia na Wydziale Grafiki Akademii Sztuk Pięknych w Warszawie, w pracowni Jana Marcina Szancera. W tym samym roku była uczestniczką wystawy „Grafika i ilustracja” prezentowanej w  warszawskiej Kordegardzie. W trakcie pracy artystycznej zilustrowała ponad pięćdziesiąt książek skierowanych do dzieci i młodzieży, a także brała udział w licznych wystawach krajowych i zagranicznych, zarówno zbiorowych jak i indywidualnych. Dla Instytutu Wydawniczego „Nasza Księgarnia” zilustrowała między innymi książki Wiery Badalskiej, Wandy Chotomskiej oraz Danuty Wawiłow. Przez wiele lat związana była z miesięcznikiem dla dzieci w wieku przedszkolnym „Miś”. W 1984 została laureatką Nagrody Prezesa Rady Ministrów za twórczość dla dzieci i młodzieży. Była także autorką projektu plastycznego filmu Awantura w Przechwałkowie z 1976 w reż. Haliny Filek. Pochowana na cmentarzu ewangelicko-reformowanym w Warszawie (kwatera K-2-10a).